# ゼルブ多葉機

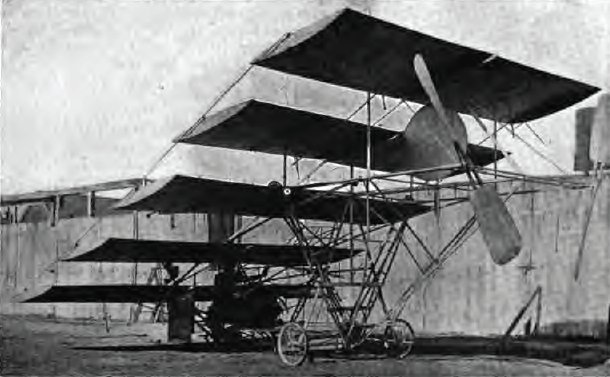
ゼルブ多葉機

ゼルブ多葉機（セルブたようき）は、1910年代初めのアメリカ合衆国の航空機である。前後に配置された5枚の翼を持っていた。カリフォルニアの教授とされるJerome S. Zerbeが設計した。1910年のカリフォルニアのDominguez飛行場で行われたAir Meetに参加したことが知られているが離陸滑走中に、飛行場のくぼみに前輪を落とし、転倒して主翼を壊した。その後、ゼルブは同じような翼の配置で閉鎖式のコクピットの機体、ゼルブ エア セダン（Zerbe Air Sedan）を開発し数mから数百mを飛行したとされるが、正確な記録はない。